# Lista do Patrimônio Mundial na Bulgária
A Organização das Nações Unidas para a Educação, a Ciência e a Cultura (UNESCO) propôs um plano de proteção aos bens culturais do mundo, através do Comité sobre a Proteção do Património Mundial Cultural e Natural, aprovado em 1972. Esta é uma lista do Patrimônio Mundial existente na Bulgária, especificamente classificada pela UNESCO e elaborada de acordo com dez principais critérios cujos pontos são julgados por especialistas na área. A Bulgária, nação que descende de relevantes civilizações formadoras da Europa contemporânea como trácios e macedônios, ratificou a convenção em 7 de março de 1974, tornando seus locais históricos elegíveis para inclusão na lista.
Os sítios Igreja de Boiana, Cavaleiro de Madara, Túmulo Trácio de Kazanlak e Igrejas Rupestres de Ivanovo foram os primeiros locais da Bulgária incluídos na lista do Patrimônio Mundial da UNESCO por ocasião da 3ª Sessão do Comitè do Património Mundial, realizada em Luxor (Egito) em 1979. Desde a mais recente adesão à lista, a Bulgária totaliza 10 sítios classificados como Patrimônio da Humanidade, sendo 7 deles de classificação cultural e os 3 demais de classificação natural. O sítio Florestas primárias de faias dos Cárpatos e de outras regiões da Europa - de classificação natural - é uma propriedade transnacional compartilhada com outros 17 países.

## Bens culturais e naturais
A Bulgária conta atualmente com os seguintes lugares declarados como Patrimônio da Humanidade pela UNESCO:
| | Igreja de Boiana |
| Bem cultural inscrito em 1979. |                  |
| Localização: Sofia |                  |
| Localizada nos arredores de Sófia, a Igreja de Boiana é composta por três edifícios. A igreja da parte oriental foi construída no século X. Em meados do século XIII, o sebastocrator Kaloyan ordenou que a igreja original fosse ampliada e outra de dois andares construída ao lado dela. Os afrescos desta segunda igreja, pintados em 1259, constituem um dos conjuntos mais valiosos da pintura medieval. No início do século XIX foi construída uma terceira igreja, finalizando assim a configuração definitiva do local, que é um dos monumentos mais completos e mais bem preservados da arte medieval da Europa Oriental. (UNESCO/BPI) |                  |

| | Cavaleiro de Madara |
| Bem cultural inscrito em 1979. |                     |
| Localização: Shumen |                     |
| O Cavaleiro de Madara é uma figura esculpida em um penhasco de 100 metros de altura, representando um cavaleiro vitorioso de um leão. Ele recebe seu nome na vila vizinha de Madara, localizada no nordeste da Bulgária. Madara foi o lugar sagrado mais importante do primeiro Império Búlgaro, antes da conversão deste país ao cristianismo no século IX. As inscrições que acompanham a escultura recontam eventos ocorridos entre 705 e 813 d.C.C. (UNESCO/BPI) |                     |

| | Igrejas Rupestres de Ivanovo |
| Bem cultural inscrito em 1979. |                              |
| Localização: Ruse |                              |
| Este conjunto de igrejas, capelas, celas e mosteiros de cavernas foi formado ao longo do tempo no vale do rio Russenski Lom, não muito longe da vila de Ivanovo, no nordeste da Bulgária. Foi no século XII quando os primeiros eremitas escavaram suas celas e igrejas na rocha. Os afrescos, datando do século XIV, atestam a excepcional técnica característica da escola de pintura Tarnovo. (UNESCO/BPI) |                              |

| | Túmulo Trácio de Kazanlak |
| Bem cultural inscrito em 1979. |                           |
| Localização: Stara Zagora |                           |
| Descoberto em 1944, este túmulo data do período helenístico (no final do século IV a.C.C.). Está localizada perto de Seutópolis, capital do rei trácio Seutes III, e faz parte de uma grande necrópole. Os tholos compreendem um corredor estreito e uma câmara funerária circular com afrescos representando ritos funerários. Estas pinturas são as obras de arte mais bem preservadas do período helenístico na Bulgária. (UNESCO/BPI) |                           |

| | Reserva Natural de Srebarna |
| Bem natural inscrito em 1983, estendido em 2008. |                             |
| Localização: Silistra |                             |
| A Reserva Natural de Srebarna é formada por um lago de água doce, adjacente ao rio Danúbio, que se estende por mais de 600 hectares. É o lar de cerca de 100 espécies de aves que vêm aqui para procriar, muitas das quais são raras ou ameaçadas de extinção. Outras 80 espécies de aves encontram refúgio na reserva todos os invernos, no momento de sua migração. Entre os mais interessantes estão o pelicano dálmata, a garça cinza, o íbis morito e a espátula branca. (UNESCO/BPI) |                             |

| | Cidade Antiga de Nessebar |
| Bem cultural inscrito em 1983. |                           |
| Localização: Burgas |                           |
| Construída em uma península rochosa do Mar Negro, a cidade de Nessebar, de três mil anos, era originalmente um assentamento trácio chamado Menobria. No início do século VI a.C.C. tornou-se uma colônia grega. Seus restos arqueológicos datam essencialmente do período helenístico e compreendem a acrópole, a ácgora, um templo dedicado a Apolo e um muro trácio. A basílica de Stara Mitropolia e a fortaleza são da Idade Média, quando Nessebar era uma das cidades bizantinas mais importantes na costa oeste do Mar Negro. Suas casas de madeira, construídas no século XIX, são representativas da arquitetura desta época na região do Mar Negro. (UNESCO/BPI) |                           |

| | Mosteiro de Rila |
| Bem cultural inscrito em 1983. |                  |
| Localização: Kyustendil |                  |
| Este mosteiro foi fundado no século X por São João de Rila, um eremita canonizado pela Igreja Ortodoxa. Sua habitação e tumba austera eventualmente se tornaram lugares sagrados, onde um conjunto monástico foi criado que desempenhou um papel importante na vida espiritual e social da Bulgária medieval. Destruído por um incêndio, no início do século XIX, o complexo foi completamente reconstruído entre 1834 e 1862. Este monumento exemplar do Renascimento búlgaro (séculos XVIII e XIX) simboliza a consciência de uma identidade cultural eslava após séculos de ocupação. (UNESCO/BPI) |                  |

| | Parque Nacional Pirin |
| Bem natural inscrito em 1983, estendido em 2010. |                       |
| Localização: Blagoevgrad |                       |
| Localizado no maciço da montanha Pirin, sudoeste da Bulgária, este parque se estende por mais de 27.400 hectares, a uma altitude que varia de 1.008 a 2.914 metros. Sua paisagem é típica das áreas karst dos Balcãs, com seus lagos, cachoeiras, grutas e florestas coníferas. O local foi inscrito na Lista do Patrimônio Mundial em 1983 e com sua extensão atual abrange agora cerca de 40.000 hectares das Montanhas Pirin, ou seja, todo o parque nacional, exceto por duas áreas turísticas dedicadas ao esqui. A área adicionada é principalmente um maciço montanhoso com prados alpinos, quedas de rochas e picos que culminam em mais de 2.000 metros de altura. (UNESCO/BPI) |                       |

| | Túmulo Trácio de Sveshtari |
| Bem cultural inscrito em [[]]. |                            |
| Localização: Razgrad |                            |
| Descoberto em 1982, perto da vila de Svestari, este túmulo do século III a.C.C. é representativo dos princípios essenciais aplicados pelos tácianos na construção de seus edifícios religiosos. A ornamentação arquitetônica da tumba é única, com seus afrescos e seus dez cariátides policromáticos, metade mulher e meia plantas. Estas dez figuras femininas esculpidas em alto relevo na câmara central, bem como a decoração da lunette do cofre, são os únicos exemplos artísticos desse tipo encontrados até agora no antigo território trácio. A tumba é um testemunho excepcional da cultura dos Getas, povos trácios que estavam em contato com os mundos helênico e hipercopânico, de acordo com os geógrafos da Antiguidade. (UNESCO/BPI) |                            |

| | Florestas primárias de faias dos Cárpatos e de outras regiões da Europa |
| Bem natural inscrito em 2007, estendido em 2011 e 2017. |                                                                         |
| Este bem é compartilhado com: Albânia, Áustria, Bélgica, Croácia, Itália, Polónia, Roménia, Eslováquia, Eslovênia, Espanha e Ucrânia. |                                                                         |
| Localização: Baixa Áustria / Estíria / Alta Áustria |                                                                         |
| Esta extensão transfronteiriça do Patrimônio Mundial de grãos cárpatos primários e antigas florestas de Beedland da Alemanha (Alemanha, Eslováquia e Ucrânia) abrange 12 países. Desde o fim da última Era Glacial, as beterrabas europeias se espalharam de alguns refúgios isolados nos Alpes, nos Cárpatos, no Mediterrâneo e nos Pirenéus por um curto período de alguns milhares de anos em um processo que ainda perdura. Essa expansão bem sucedida está relacionada à flexibilidade das árvores e tolerância a diferentes condições climáticas, geográficas e físicas. (UNESCO/BPI) |                                                                         |

## Lista Indicativa
Em adição aos sítios inscritos na Lista do Patrimônio Mundial, os Estados-membros podem manter uma lista de sítios que pretendam nomear para a Lista de Patrimônio Mundial, sendo somente aceitas as candidaturas de locais que já constarem desta lista. Desde 2021, a Bulgária possui 16 locais na sua Lista Indicativa.
| Sítio          | Imagem | Localização | Ano  | Dados UNESCO      | Descrição |
| -------------- | ------ | ----------- | ---- | ----------------- | --- |
| Caverna Magura |        | Vidin       | 1984 | Cultural: iii, iv | A caverna, localizada nas proximidades da vila de Rabisha, possui vários salões e galerias. Foi ocupada durante a Idade do Bronze e o início da Idade do Ferro. Remanescentes de assentamentos foram preservados na caverna, bem como arte e rituais na natureza. |